# Tilmi
Tilmi  (in arabo تلمي‎?) è un centro abitato e comune rurale del Marocco situato nella provincia di Tinghir, regione di Drâa-Tafilalet. Conta una popolazione di 11 372 abitanti (censimento 2014).